# Viktorivka, Mîronivka
Viktorivka (în ucraineană Вікторівка) este localitatea de reședință a comunei Viktorivka din raionul Mîronivka, regiunea Kiev, Ucraina.

## Demografie
Componența lingvistică a localității Viktorivka
     Ucraineană (95,63%)
     Rusă (4,38%)
Conform recensământului din 2001, majoritatea populației localității Viktorivka era vorbitoare de ucraineană (95,63%), existând în minoritate și vorbitori de rusă (4,38%).